# Tartanedo
Tartanedo é um município da Espanha na província de Guadalajara, comunidade autónoma de Castilla-La Mancha, de área 148,29 km² com população de 160 habitantes (2006) e densidade populacional de 1,18 hab/km².

## Demografia
| Variação demográfica do município entre 1991 e 2004 | Variação demográfica do município entre 1991 e 2004 | Variação demográfica do município entre 1991 e 2004 | Variação demográfica do município entre 1991 e 2004 |
| --------------------------------------------------- | --------------------------------------------------- | --------------------------------------------------- | --------------------------------------------------- |
| 1991                                                | 1996                                                | 2001                                                | 2004                                                |
| 244                                                 | 210                                                 | 189                                                 | 174                                                 |